# Jens Smørum
Jens Oluf Laurits Sørensen Smørum (3. februar 1891 i Smørum – 19. december 1976 i Ballerup) var en dansk politiker (Socialdemokraterne) og minister.
Født i Smørum, søn af landpostbud Hans Sørensen og hustru Bodil Kirstine, født Pedersen.
Indenrigsminister, 1947 – 1950
Landbrugsminister, 1953 – 1957